# Білорусь на зимових Олімпійських іграх 1994
Білорусь брала участь у зимових Олімпійських іграх 1994 року в Ліллехаммері (Норвегія) вперше за свою історію. Срібними призерами Ігор стали ковзаняр Ігор Железовський та біатлоністка Світлана Парамигіна. 

## Срібло
- Ковзанярський спорт, чоловіки — Ігор Железовський.
- Біатлон, жінки — Світлана Парамигіна.

## Результати змагань

### Ковзанярський спорт
| Спортсмен         | Дистанція | Результат | Місце |
| ----------------- | --------- | --------- | ----- |
| Ігор Железовскій  | 500 м     | 36,73     | 10    |
| Ігор Железовскій  | 1000 м    | 1.12,72   | 2     |
| Віталій Новиченко | 1500 м    | 1.57,50   | 35    |
| Віталій Новиченко | 5000 м    | 7.17,55   | 32    |